# Бабич, Искра Леонидовна
И́скра Леони́довна Ба́бич (10 января 1932, Сочи — 5 августа 2001) — советский и российский кинорежиссёр и сценарист.

## Биография
Родилась 10 января 1932 года в Сочи. В 1956 году окончила режиссёрский факультет ВГИКа (мастерская Ю. Е. Геники). Была любимой ученицей И. А. Пырьева. Член КПСС с 1979 года.
Последние годы жизни провела в доме в селе Поплевино Ряжского района Рязанской области, затем уехала в Москву в надежде излечить рак.
Скончалась 5 августа 2001 года. 

## Память
Похоронена в Москве на Хованском кладбище.

## Фильмография
- 1957 — Пастух — автор сценария и режиссёр
- 1960 — Первое свидание — режиссёр
- 1962 — Половодье — режиссёр
- 1981 — Мужики!.. — соавтор сценария и режиссёр
- 1983 — Прости меня, Алёша — автор сценария и режиссёр

## Награды
- Государственная премия РСФСР имени братьев Васильевых (1983) — за фильм «Мужики!..» (1981)

## Семья
- муж — Афанасий Кочетков
- дочь — поэтесса и певица Ольга Кочеткова (1960—2004), снялась в фильме матери «Прости меня, Алёша».